# ليبرتاد لامارك
ليبرتاد لامارك Libertad Lamarque ؛ , ولدت في روزاريو، 24 نوفمبر 1908 - وتوفيت في مكسيكو سيتي، 12 ديسمبر 2000]) ممثلة أرجنتينيه ومغنية، وهي واحده من رموز العصر الذهبي للسينما الارجنتينيه والمكسيكية. حققت شهره في جميع أنحاء أمريكا اللاتينية، وأصبحت تعرف باسم "La Novia de América". بحلول الوقت الذي توفيت في عام 2000، ظهرت في 65 الأفلام (21 صورت في الأرجنتين، 45 في المكسيك واحد في إسبانيا) وسته مسلسلات، وسجلت أكثر من 800 أغنية وأدوارها المسرحية لا تعد ولا تحصي.

## السيرة الذاتية
ولدت ليبرتاد لاماركLibertad Lamarque 24 في نوفمبر 1908 في روزاريو، مقاطعة سانتا في، الأرجنتين ابنة غودنسيو لاماركGaudencio Lamarque وجوسيفا بوزا Josefa Bouza . سميت ليبرتاد (Liberty) لأنه في وقت ولادتها، تم سجن والدها.
في سن السابعة، فازت لامارك بالجائزة الأولى في مسابقة المسرح، وشاركت مع مجموعة من المغنين في الشوارع التي قامت بجولات في المدن القريبة. في عام 1923، ظهرت في دورها الأول، في "Madre Tierra".
أقنعاها والديها بأن الأسرة يجب أن تنتقل إلى بوينس آيرس، حيث فرص ليبرتاد في المهنة سيكون أفضل. علقت الاسرة آمالها على رسالة مقدمة من صحفى محلى إلى صاحب المسرح الوطنى باسكوال كاركافالو. وثبت نجاحها، في عام 1926 تم اختيار ليبرتاد للغناء في جوقة بعقد لمدة سنة واحدة. وكان أول ظهور لها في مسرحية تدعى "لا موتشا دي مونتمارترLa muchacha de Montmartre" لخوسيه. سالدياس José A. Saldías، حيث غنت كجزء من الثلاثي مع أوليندا بوزان Olinda Bozán وأنطونيا فولب Antonia Volpe، بمرافقة عازف الإيتار رافائيل إريارتي Rafael Iriarte. في غضون بضعة أشهر، كانت قد بدأت الغناء على راديو برييتو، ووقعت لتسجيل إنتاج مع فيكتور ريكوردس Victor Records، وأصدرت ألبومها الأول، غاوشو سولGaucho Sol، في 26 سبتمبر 1926، وكذلك أغنية "تشيلينيتوChilenito.
في عام 1929 بدأت العمل مع ألبرتو فاكاريزاAlberto Vaccarezza's، في عمل إل كونفنتيلو دي لا بالوما El conventillo de la Paloma، الذي كان عن حياة فتاة دوس بيسوس، التي تعيش في منزل سكن المهاجرين. بعد عامين و 1000 من العروض، استقالة لامارك للتركيز على مهنتها الموسيقية.
سافرت عبر عدة مقاطعات من الأرجنتين وباراغواي المجاورة يرافقها عازفي الجيتار غريغوريو ريفيرو Gregorio Rivero، إنجيل لاس هيراس Angel Las Herasونيكولاس فيراري Nicolás Ferrari.؛
في عام 1930، بعد هذه الجولة دخلت مسابقة في مسرح كولون في بوينس آيرس فازت بالجائزة الأولى لأدائها؛ وحصلت على لقب "Queen of Tango". وقد توجت هذه الدورة الموسيقية الإنتاجية من خلال أداء فيلم «تريس فالسيس» (Tres valses).
في منتصف الثلاثينيات كانت لامارك مصحوبه بثلاثة من الموسيقيين، بما في ذلك عازف bandoneon هيكتور ماريا أرتولا Héctor María Artola، وعازف الكمان أنطونيو روديوAntonio Rodio، وعازف البيانو ألفريدو ماليربا Alfredo Malerba، الذي سيصبح زوجها الثاني.
قامت بتصوير ""Adiós, Argentina" من إخراج Mario Parpagnoli ماريو بارباغنولي الإيطالي في عام 1929، الذي صدر في العام التالي، وأول فيلم أرجنتيني تانغو في عام 1932، مما أدى إلى كونها المغنية الأولى التي يتم تسجيلها لفيلم سليم في الأرجنتين.
```
بعد تانغو! (1933) اطلقت افلام، (El alma del bandoneon؛1936)، Ayúdame a vivir (1936), Besos brujos (1937), ؛ olvidaron (1937), Madreselva (1938), Puerta cerrada (1939), Caminito de la gloria (1939), La casa del recuerdo (1940), Cita en la frontera(1940), Una vez en la vida (1941), Yo conocí a esa mujer (1942), En el viejo Buenos Aires (1942), Eclipse de sol (1942), El fin de la noche (1944), La cabalgata del circo (1945) وغيرها الكثير.
في كثير من الأحيان تحدت عادة الأمهات أو النساء المهجورات، تغلبت شخصياتها على مآسي الحياة بمواهبها الخاصة. لم تكن خائفة من تصوير الأدوار السلبية، لكنها كانت دائما حريصة على الحفاظ على الاحترام.
```

## العلاقة معإيفا بيرونEva Perón

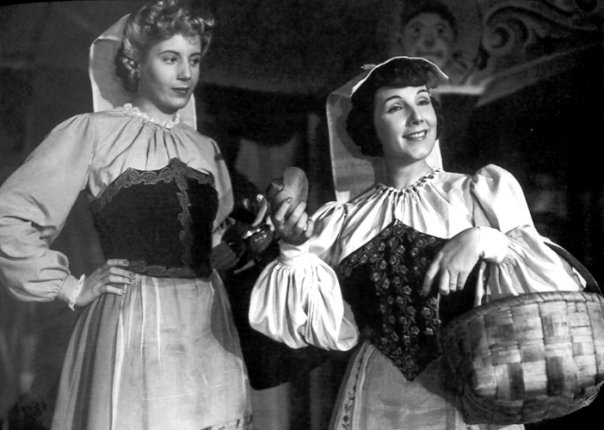
إيفا بيرون و ليبرتاد لامارك في فيلم La cabalgata del circo؛ (1945)

تقول الأسطورة أن لامارك غادرت الأرجنتين لأنها وضعت في القائمة السوداء من قبل السيدة الأولى، إيفا بيرون. ماريسا نافاروMarysa Navarro ونيكولاس فراسيرNicholas Frasier، مؤلفي إيفيتاEvita(الحياة الحقيقية ل إيفا بيرون)، ومع ذلك، يؤكدان أن هذا ليس من المرجح. وهم يجادلون بأن لامارك انتقلت إلى المكسيك، حيث كانت مشهورة بالفعل من قبل الجمهور، لأن السينما المكسيكية كانت في حالة أفضل خلال الأربعينات والخمسينات من السينما الأرجنتينية. ويشير الكتاب أيضا إلى أن لامارك سافرت بحرية بين الأرجنتين والمكسيك خلال عهد إيفا بيرون وما وراءه، والذي لا يدعم أسطورة القائمة السوداء.
لامارك نفسها نفت خلال حياتها جوانب معينة من أسطورة وخاصة التقارير التي تفيد أنها صفعت إيفا، في سيرتها الذاتية عام 1986 نفت هذه الادعاءات بشكل قاطع وشرحت أنها كانت ببساطة مملة بسبب عدم انضباط إيفا أثناء إنتاج الفيلم. ووفقا لامارك، رفضت إيفا أن تأخذ عملها بجدية ووصلت دائما في وقت متأخر أو توقفت عن التصوير لأسباب شخصية تافهة. الشكاوى للمنتج أو المدير لم تنتج أي نتيجة، لأنها كانت تعطي إيفا معاملة تفضيلية كصديقة لخوان بيرونJuan Perón. وبحلول عام 1945، تمزواج إيفا وخوان بيرون في القصر الرئاسي، وزعت الشائعات أن إيفيتا منعت المحطات الإذاعية واستوديوهات الأفلام لتشغيل موسيقى لامارك أو استئجارها، ويبدو أن أفلام لامارك والموسيقى والدعاية في الأرجنتين قد وصلت إلى نهايتها.

## السفر إلى المكسيك

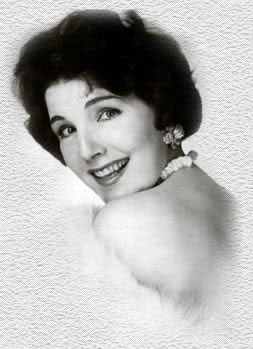
Lamarque

بين يناير وفبراير 1946، ظهرت لامارك في جولتها الأولى في كوبا، والتي تم إدراجها على أنها الحدث الفني لهذا الموسم. في 7 يناير، ظهرت لأول مرة في مسرح أمريكا مع عروض متنوعة، وأنهت العرض مع «فاكوندو» من إخراج الكوبي إليسيو غرينيت مع تصفيق كبير. وأدت العروض اليومية، وأحيانا مرتين في اليوم، وأداءها النهائي في مسرح أميركا، 20 يناير، عقدت ثلاثة عروض. كما أنجزت في كاماجويCamaguey؛ وسيغو دي أفيلاCiego de Avila؛ وسانتا كلاراSanta Clara؛ هولغوينHolguin ؛ وسانتياغو دي كوباSantiago de Cuba؛ وقامت بزيارة المستشفيات والمدارس؛ وأدى أداء وداعها في المدرج البلدي في هافانا إلى حضور 20 ألف معجب. في هذه الرحلة كانت الصحافة الكوبية تطلق عليها اسم حبيبتها الأميركية.
قبل الرحلة الكوبية، عرضت هوليوود على لامارك عقدا مدته سبع سنوات لكنها رفضت ذلك لأنها لا تتكلم الإنجليزية، وكانت تخشى أنها سوف تستغل. على الرغم من مخاوفها من العمل في الولايات المتحدة، لامارك باعت قاعة كارنيجي لأداء عام 1947. في المكسيك، من ناحية أخرى،
عرضت لها صفقة صورة لتظهر مع المخرج الإسباني الأسطوري لويس بونويل Luis Buñuel، ووافقت. وانتقلت إلى المكسيك في عام 1946.
فيلم "Gran Casino" الدي شاركت فيه من بطولة جورجي نغريت Jorge Negrete كانت فيه متخبطة بعض الشيء، ولكن أدوار أخرى بعده، مثل سوليداد Soledad ؛1947)، لا داما ديل فيلو La dama del velo؛1948)، هيلاس دي أون باسادو Huellas de un pasado؛1950)، موخيريس سين لاغريماس Mujeres sin lágrimas؛1951)، نونكا إس تارد بارا عمار Nunca es tarde para amar؛1952)، أنسيداد Ansiedad ؛1952)، وروستروس أولفيدادوس Rostros olvidados؛1952) تعد بعض من أفضل اعمالها؛ خلال هذه الفترة في تصويرها أوترا بريمافيراOtra primavera، في عام 1949، ولا لوكا La loca؛1951) وكواندو لي فايا Cuando me vaya ؛1953)؛ بكل من هذه الأفلام كانت المرشحة للحصول على جائزة أفضل ممثلة Ariel Award في 1951، 1953، و 1955، على التوالي.
وقدمت أفلام أخرى مثل اليوبيل الذهبي Bodas de oro؛1955)، والحب الظل Amor de sombra؛1959)، وأنا الخاطئ Yo pecador ؛1959)، والأبيض لبلدي اسود الأخت Rosas blancas para mi hermana negra؛1969) مع المغني الكوبي إوسيبيا كوزمي Eusebia Cosme؛ والأخير له اثنين من الأفلام الأرجنتينية، لا سونريسا دي ماما La sonrisa de mamá؛1972) ولا مادري دي لا نوفيا La mamá de la novia؛1978).
وعندما توقفت عن تقديم الأفلام، بدأت بجولة مع الموسيقى مرة أخرى في 1950، قامت بجولة موسيقية مع المطرب بورتوريكو جيسوس كينونيس ليديسما Jesús Quiñones Ledesma؛ وعملت في تشيلي وبورتوريكو وفنزويلا وجمهورية الدومينيكان وغواتيمالا والسلفادور وهندوراس وعادت إلى كوبا للمسرح وتسجيل عدة ألبومات.
عادت إلى الأرجنتين بعد وفاة إيفيتا وكانت أول شخص يحضر نسخة إسبانية من "مرحبا دوللي"Hello Dolly" للجماهير اللاتينية في أداء في عام 1967 في المسرح الوطني في بوينس آيرس، وفي المكسيك في عام 1968 نظمها مانولو فابريغاس Manolo Fabregás.و في عام 1982 لعبت دور البطولة في المسرحية الموسيقية،"ليبرتاد لامارك، هي امرأة محظوظة؟Libertad Lamarque, ¿es una mujer de suerte?" في مسرح لولا ممبريفز في بوينس آيرس. السيناريو من تأليف نيكولاس كاريراس Nicolás Carreras بقيادة الموسيقي أوسكار كاردوزو أوكامبو Oscar Cardozo Ocampo. وفي عام 1988، شاركت لامارك في الموسم في دار الأوبرا في مار ديل بلاتا Mar del Plata مع موسيقة "A todo tango II" تحت إشراف خوسيه كولانجيلوJosé Colángelo.
في 1960 ظهرت في عدة حلقات من برنامج تلفزيوني يسمى "Saturday Circular" مع نيكولاس مانسيرا Nicholas Mancera وفي عام 1961، صورت Así era mi madre، فيلمها الإسباني الوحيد. أول مشروع لها في أوبرا الصابو soap operas في فنزويلا، عندما عرض عليها دور في فيلم إزميرالداEsmeralda في عام 1972. وأعقب ذلك إنتاج فنزويلي آخر يسمى «ماماMamá».
في عام 1980 بدأت أول مسرحياتها المكسيكية «سوليداد»، يليها دورها في «كاريتا دي أنجلCarita de Angel» في سن ال 91 لعبت كأم متميزة. دورها الأخير، كان لا أبويلا بيداد في "La Usurpadora" (ذي أوسوربرThe Usurper) عملته في عام 1998 - قبل عامين من وفاتها.

## السنوات الأخيرة والموت
في عام 1996 انتقلت ليبرتاد إلى الولايات المتحدة واستقرت في كورال جابلز لها في ميامي، فلوريدا، ولكن في كثير من الأحيان سافرت إلى مكسيكو سيتي لحضور مواعيدها المهنية، وإلى بوينس آيرس أيضا، لأن ابنتها وحفيدها وأحفادهم يعيشون هناك. وكانت السيدة لامارك حيوية سيئة السمعة، رغم بلوغها 90 عاما.
في عام 1998 ظهرت ليبرتاد لامارك في عمل La Usurpadora، حيث لعبت دور السيدة Piedad Bracho. وكانت عمل La Usurpadora قد لقي نجاحا كبيرا في المكسيك وفي العديد من البلدان في أمريكا اللاتينية. وكان آخر دور لها في تلفزيون telenovela Carita de Ángel، كما الأم المتميزة.وقد شعرت بسعادة غامرة من خلال المشاركة في هذه المشاريع.
في الأيام الأولى من ديسمبر 2000، هرع بليبرتاد لامارك إلى مستشفى سانتا إيلينا بعد أن كانت مريضه ولديها صعوبة في التنفس. توفيت بعمر 92 عاما في 12 ديسمبر 2000، في مكسيكو سيتي، المكسيك، من الالتهاب الرئوي. ابنتها الوحيدة، ميرثا ليبرتاد لامارك روميرو ديلوكا، توفيت في 19 أكتوبر / تشرين الأول 2014، البالغ من العمر 86 عاما.

## الجوائز
- Best Foreign Actress, "Puerta cerrada", 1940, Zagreb WON]
- Best Actress, "Otra primavera", 1951, Ariel nomination]
- Best Actress, "La loca", 1953, Ariel nomination]
- Best Actress, "Cuando me vaya", 1955, Ariel nomination]
- Critic's Choice Award, Won shared award with Maria Félix, 1980]
- Konex Platinum Award, Best Tango Singer, 1985, Argentina WON]
- Lifetime Achievement, 2000 Ariel WON]

## الأفلام

### أفلام في الأرجنتين
- Musical Romance (1947)
- Tango (1933)

### أفلام في المكسيك
- Gran Casino - 1946
- Soledad - 1947
- La dama del Velo - 1948 ... Andrea del Monte
- Otra primavera - 1949 ... Amelia
- La marquesa del barrio - 1950 ... Cristina Payares/La Marquesa
- Huellas del pasado - 1950
- Te sigo esperando - 1951 ... Elena Montenegro
- La loca - 1951 ... Elena Prim viuda de Villaseñor
- La mujer sin lágrimas - 1951 ... Consuelo
- Ansiedad - 1952 ... María de Lara
- Nunca es tarde para amar - 1952 ... Malisa Morales
- Acuérdate de vivir - 1952 ... Yolanda
- Rostros olvidados - 1952 ... Rosario Velazquez
- Si volvieras a mi - 1953 ... Alejandra
- When I Leave - 1953 ... María Grever
- La Infame - 1953 ... Cristina Ferrán
- Anxiety - 1953
- Reportaje - 1953
- La mujer X - 1954
- Bodas de oro - 1955
- Música de siempre - 1955
- Historia de un amor - 1955 ...Elena Ramos
- Escuela de música - 1955 ... Laura Galván
- Bambalinas - 1956
- Mis padres se divorcian - 1957 ... Diana Váldes

Cuatro copas - 1957 ... Eugenia Pavel
- La mujer que no tuvo infancia - 1957 ... Rosaura
- Sabrás que te quiero - 1958 ... Amelia Rey/Mónica/Gabriela
- Love in the Shadows - 1959 ... Claudia
- Yo, pecador - 1959 ... Doña Virginia
- El pecado de una madre - 1960 ... Ana María
- La cigüeña dijo sí - 1960
- El cielo y la tierra - 1962 ... Sor Lucero/Sister María de la Luz
- Canción del alma - 1963 ... María Maragón
- Los hijos que yo soñé - 1964 ... Mariana
- Canta mi corazón - 1964 ... Luisa Lamas
- Arrullo de Dios - 1966 ... Luz
- El hijo pródigo - 1968 ... Alegría Román
- Rosas blancas para mi hermana negra - 1969 ... Laura
- Hoy he soñado con Dios - 1971 ... Lina Alonso
- La loca de los milagros - 1973 ... Aurora Durban
- Negro es un bello color - 1973 ... Eugenia

### أفلام في اسبانيا
- Lovely Memory - 1961 ... Lucy

## أعمالها

### في الموسيقى
- "Gaucho sol" - LP (1926)
- "Chilenito" - single (1926)
- "Botellero" / "Mi Caballo Jerezano" - single (1927)
- "Mate Amorgo" / "Idilio Trunco" - single (1928)
- "La Dolores" / "Tanita De La Proa" - single (1929)
- "Sol De Mi Tierra" / "No Seas Asi" - single (1929)
- "El Niño De Las Monjas" / "Doña Nicanora" - single (1930)
- "No Has Perdido La Veguenza" / "Goya" - single (1930)
- "Soñar Y Nada Mas" / "Tristeza Marina" - single (1943)
- "Delicias Musicales" - LP (?)
- "Delicias Musicales (Volumen II)" - LP (1958)
- "Chansons Du Film Mon Ami Joselito" - EP (1962)
- "Ayúdame A Vivir / Caminito / Besos Brujos / Madreselva" - EP (1969)
- "Libertad Lamarque Canta Los Tangos De Agustín Lara" - LP (1969)
- "Somos Novios" - LP (1973)
- "Los Tangos de Agustin Lara" - LP (1977)
- "Delicias Musicales" - LP (1985)
- "Libertad Lamarque Sings Songs Of Maria Grever" - LP (1986)
- "En 1988 !Canta Asi!" - LP (1990)

### في التلفزيون
- Esmeralda - 1970 ... Sister Piedad
- Mamá - 1975 ... Soledad
- Soledad - 1981 ... Soledad González/Cristina Palermo
- Amada - 1983 ... Amada
- La Usurpadora - 1998 ... Grandmother Piedad Bracho
- Carita de Ángel - 2000 ... Mother Superior Piedad de la luz

## وصلات خارجية
- ليبرتاد لامارك على موقع IMDb (الإنجليزية)
- ليبرتاد لامارك على موقع ألو سيني (الفرنسية)
- ليبرتاد لامارك على موقع ميوزك برينز (الإنجليزية)
- ليبرتاد لامارك على موقع أول موفي (الإنجليزية)
- ليبرتاد لامارك على موقع ديسكوغز (الإنجليزية)
- ليبرتاد لامارك على موقع قاعدة بيانات الفيلم (الإنجليزية)
- ليبرتاد لامارك على موقع كينوبويسك (الروسية)